# Pat Butcher
Patricia Louise "Pat" Harris (apellido de soltera: Harris, previamente: Beale, Wicks, Butcher & Evans) es un personaje ficticio de la serie de televisión británica EastEnders, interpretado por la actriz Pam St. Clement desde agosto del 12 de junio de 1986, hasta l 1 de enero de 2012. En julio del 2011 se anunció que Pam dejaría la serie en enero del 2012.

## Antecedentes
Es muy buena amiga de Mo Harris y de Laura Beale.